# Afrotropisch gebied

Het Afrotropisch gebied

Het Afrotropisch gebied is in de biogeografie de ecozone die Afrika ten zuiden van de Sahara, het zuiden van het Arabisch Schiereiland en eventueel het zuiden van Iran omvat. Het begrip wordt vaak in de biologie gebruikt om het verspreidingsgebied van diersoorten te specificeren. De bergen in het Afrotropisch gebied behoren tot een eigen subregio, de Afromontane zone.
Het Afrotropisch gebied wordt in het oosten, westen en zuiden door oceanen omgeven. In het noorden vormen de zeer droge en hete Sahara en de Grote Arabische Woestijn een natuurlijke barrière, waardoor er bijna geen uitwisseling is met de diersoorten uit het Palearctisch gebied. Toch zijn er bijvoorbeeld in de bergen van Ethiopië een aantal Palearctische of Oriëntaalse invloeden te bespeuren. In Afrika ten noorden van de Sahara komt een aantal Afrotropische dieren voor.
Madagaskar en verschillende naburige eilanden zijn een subregio van deze ecozone, met een groot aantal endemische taxa zoals de maki's. Madagaskar en de Seychellen behoorden in een ver verleden tot het supercontinent Gondwana, en zijn afgedreven van het continent Afrika.
Door het gezamenlijke verleden met onder andere het Australazische gebied, zijn verschillende diersoorten uit deze gebieden aan elkaar verwant.